# Настойчивый (эсминец, 1991)
«Насто́йчивый» (до 15 февраля 1992 года — «Моско́вский комсомо́лец») — советский и российский 16-й эскадренный миноносец проекта 956-А «Сарыч», флагман Балтийского флота ВМФ России. Кодовое обозначение НАТО — «Sovremenny class destroyer». Флагман Балтийского флота.

## История строительства
Эскадренный миноносец «Настойчивый» заложен 7 апреля 1988 года на заводе № 190 имени А. А. Жданова в Санкт-Петербурге (строительный № 876), спущен на воду 19 января 1991 года.
Экипаж корабля сформирован 15 февраля 1992 года, заселение экипажа на корабль произошло 29 августа.
30 декабря 1992 года корабль принят в боевой состав Балтийского флота ВМФ России.
27 марта 1993 года на корабле был поднят Военно-морской флаг России.
На период строительства корабль был включён в состав 13-й бригады строящихся и ремонтирующихся кораблей (13 брстремк) Ленинградской военно-морской базы, на период испытаний включён в состав 76-й бригады ракетных кораблей 12-й дивизии ракетных кораблей, затем был переведён в состав 128-й бригады надводных кораблей (Балтийск) 12-й дивизии надводных кораблей.

## История службы

Эсминец «Настойчивый» в пункте постоянного базирования

Эскадренный миноносец «Настойчивый» определён в боевой состав Балтийского флота России 30 декабря 1992 года. Включён в состав 128-й бригады надводных кораблей (Балтийск).
10 апреля 1993 года прибыл в порт приписки, в город Балтийск Калининградской области. 16 июня вышел из базы в поход, и стал первым российским кораблём, совершившим проход Кильским морским каналом. С 19 по 26 июня нанёс визит в немецкий город Киль на праздник парусного спорта «Кильская неделя». С 28 июня по 2 июля заходил под флагом контр-адмирала В. П. Комоедова в Вильгельмсхафен (Германия). 7 июля корабль вернулся на базу в Балтийск.
С 1994 года шефом корабля является Совет Федерации Федерального Собрания Российской Федерации.
В 1994 году миноносец участвовал в состязательных соревнованиях на приз Главнокомандующего ВМФ России, в ходе проведения которых отразил пять ракет-мишеней (одну мишень не зачли). С 4 по 24 июля 1994 года нанёс визит в Руан, заходил во французский порт Гавр, участвовал в празднике «Эскадра свободы».
Несколько матросов с эсминца «Настойчивый» были включены в состав сводного батальона морской пехоты Балтийского флота во время боевых действий в Чеченской республике. Один из них, гвардии матрос Александр Александрович Морозов, погиб 6 февраля 1995 г. в г. Грозный.
С 30 апреля по 20 июля 1995 года корабль прошёл доковый ремонт, после которого участвовал в параде на Неве.
23 июня 1996 года «Настойчивый» посетил Президент России Б. Н. Ельцин. В этом же году эсминец участвовал в совместных военно-морских учениях «Балтопс—96» военно-морских сил (ВМС) стран НАТО с нанесением визита в Эккенферд (Германия) в период с 6 по 17 июля. С июля по август «Настойчивый» принял участие в сбор-походе: учениях по прикрытию десанта, впервые в составе корабельной ударной группы (КУГ) отразил у мыса Таран налёт сразу семи ракет-мишеней. В конце сентября вышел в море, с 10 по 13 октября нанёс визит в Шербур (Франция), посвящённый 100-летию визита в город Николая II. По итогам 1996 года эсминцы «Настойчивый» и «Беспокойный» были признаны лучшими на Балтийском флоте России по артподготовке, а «Настойчивый» — лучшим кораблём ВМФ России.
17 февраля 1997 года корабль вышел в море под флагом контр-адмирала Василия Апановича. С 15 по 18 марта участвовал в международной выставке вооружений и военной техники «IDEX—1997» в Абу-Даби, на обратном пути заходил в Саймонстаун (2—6 апреля) и Кейптаун в дни 75-летия ВМС ЮАР. Во время визита эсминец посетил Президент ЮАР Нельсон Мандела. Пройдя за время похода (72 ходовых суток) 19 800 морских миль «Настойчивый» возвратился на базу в Балтийске 30 апреля этого же года.
4 сентября 1997 года корабль «Настойчивый» посетил министр обороны России, маршал Российской Федерации И. Д. Сергеев. Позднее, в октябре, эсминец обеспечивал испытания новой дизельной подводной лодки. По итогам года «Настойчивым» было занято первое место в ВМФ по артиллерийской и зенитной подготовке.
В следующем году корабль участвовал в учениях «Балтопс—98». 26 июля 1998 года, в День Военно-Морского Флота, «Настойчивый» посетил Главнокомандующий Военно-Морским Флотом России В. И. Куроедов. По итогам 1998 года кораблю был вручён приз Главкома ВМФ по ПВО и артподготовке, эсминец был объявлен лучшим кораблём ВМФ России.
В мае 1999 года «Настойчивый» доковался на судостроительном заводе «Янтарь» в Калининграде. С 21 сентября по 18 ноября 1999 года находился в Кронштадте для обучения китайского экипажа. По итогам года в составе КУГ завоевал приз по огневой подготовке.
8 февраля 2000 года эскадренный миноносец «Настойчивый» посетил Главнокомандующий Бундесмарине Дирк Хортен.
По итогам 2002 года «Настойчивый» был признан лучшим среди надводных кораблей ВМФ по боевой подготовке. Командир корабля О. Г. Гуринов участник Всеармейского совещания офицеров.
В июле 2008 года корабль осуществил поход по Балтийскому морю с заходами в Швецию, Финляндию, Данию, Польшу.
Участвовал в противопиратских походах и службах в Красном море и у берегов Сомали.
В 2009 году эсминец принимал участие в оперативно-стратегическом учении «Запад-2009» совместных российско-белорусских оперативно-стратегических военных учениях, проводившихся в Белоруссии.

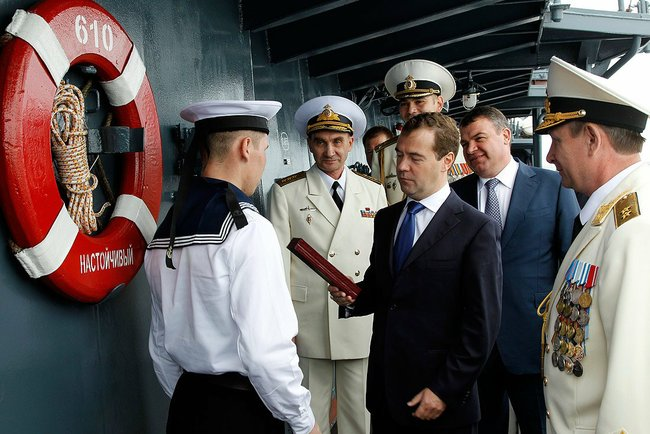
Д. А. Медведев на эсминце «Настойчивый»,
31 июля 2011 года

31 июля 2011 года, в День Военно-Морского Флота, Президент России Дмитрий Анатольевич Медведев посетил эсминец на главной военно-морской базе Балтийского флота в городе Балтийске (Калининградская область).
В настоящее время миноносец «Настойчивый» является флагманом Балтийского флота ВМФ России. За двадцать лет боевой службы эсминец находился в море в общей сложности около двух лет и прошёл более 70 000 морских миль.
В последние годы флагман Балтийского флота не выходил в дальние походы, проходя восстановление технической готовности в Балтийске. В 2015 году он эпизодически участвовал во флотских мероприятиях: в марте выходил в море в ходе внезапной проверки боеготовности Западного военного округа, в июле — участвовал в параде в честь Дня ВМФ. Согласно закупочным данным «33 судоремонтного завода», обслуживающего корабли Балтфлота, на «Настойчивом» ремонтировались системы главной энергетической установки (котлотурбинной), оборудование жизнеобеспечения, обновлялось вооружение корабля.

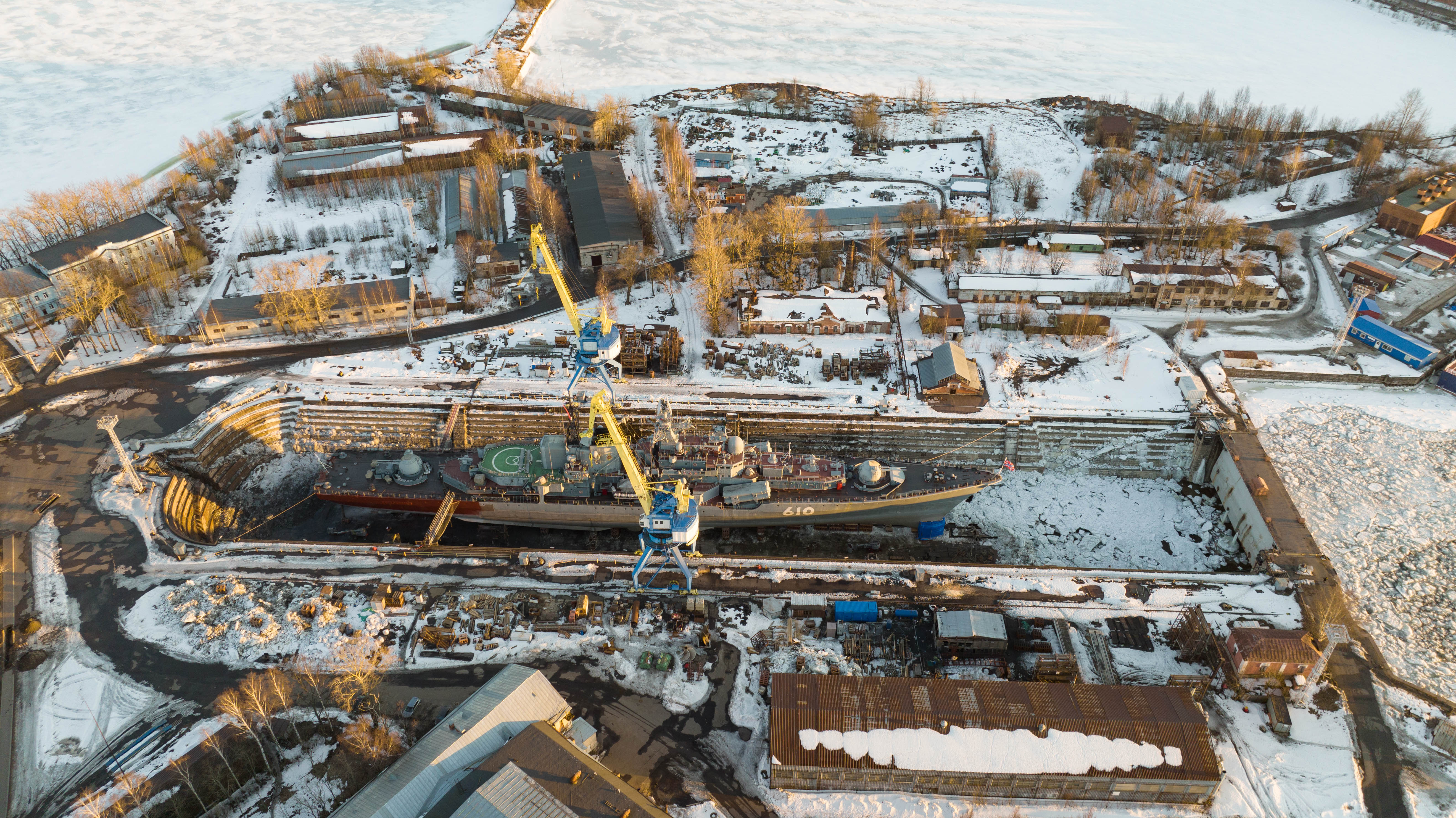
Эсминец в Алексеевском доке КМОЛЗ в марте 2022 года

С 2019 года эсминец проходил плановый ремонт, в ходе которого была произведена замена двигательной установки и ремонт целого ряда систем жизнеобеспечения корабля.
Закончил ремонт 27 июня 2022 года и вышел к месту базирования.

## Командиры
С 1991 года командирами корабля «Настойчивый» являлись:
- с 15 июля 1991 года — капитан 1 ранга Самчук Владимир Николаевич[2];
- с 5 августа 1994 года — капитан 2 ранга Тузов Алексей Борисович;
- с 30 апреля 1996 года — капитан 2 ранга Будин Олег Эдуардович;
- с 5 октября 1997 года — капитан 2 ранга Белоногий Сергей Петрович;
- с 29 июля 1999 года — капитан 2 ранга Цурак Юрий Викторович.
- с 30 августа 2001 года — капитан 1 ранга Гуринов Олег Георгиевич;
- с 5 июля 2004 года — капитан 2 ранга Пинчук, Сергей Михайлович[12];
- с 28 августа 2006 года — капитан 2 ранга Гришан Олег Васильевич[13];
- с 4 марта 2010 года — капитан 1 ранга Чобитько Сергей Александрович;
- с 30 ноября 2011 года — капитан 1 ранга Набока Андрей Валериевич[14];
- с 2013 года — капитан 2 ранга Липский Сергей Александрович[15][16][17][18].
- с 2014 года —  капитан 1 ранга Морген Александр Владимирович
- с 2018 года — капитан 2 ранга Ганиев Антон Радикович

## Бортовые номера
В ходе службы эсминец сменил ряд следующих бортовых номеров:
- 1992 год — № 675;
- 1993 год — № 610;
- 1994 год — № 810;
- 1996 год — № 610.

## Оперативно-тактические задачи
Эскадренный миноносец «Настойчивый» проекта 956-А предназначен для:
- подавления наземных целей, а также объектов противодесантной обороны (ПДО), скоплений живой силы и техники противника;
- огневой поддержки десанта в районе высадки, противовоздушной обороны (ПВО) десантных кораблей и транспортов;
- уничтожения надводных кораблей и десантно-высадочных средств противника;
- патрулирования и несения боевой службы совместно с другими силами флота.

## Православный походный храм
20 февраля 2015 года, по сообщению пресс-службы Балтийского флота ВМФ России, эсминец «Настойчивый» обрёл православный походный храм.
Торжественная церемония передачи храма прошла в Балтийске. Чин его освящения провёл настоятель Кафедрального Свято-Георгиевского морского собора Балтийского флота, помощник командира соединения надводных кораблей по работе с верующими военнослужащими архимандрит Софроний.
Походный храм, выполненный по всем православным канонам, будут использовать во время выхода корабля в море, проведения различных учений. Все элементы храма, включая запрестольную икону, складной иконостас, престол и антиминс, может быстро развернуть и упаковать всего один человек.